# Brad Bradley
Brad Bradley (DeKalb (Illinois), 17 november 1980) is een Amerikaans professionele worstelaar die vooral bekend is van zijn tijd bij World Wrestling Entertainment als Ryan Braddock, van 2005 tot 2009, en van Total Nonstop Action Wrestling als Jay Bradley, van 2011 tot 2013.

## In het worstelen
- Finishers
  - Boomstick
  - Second City Slam
- Signature moves
  - Ankle lock
  - Diving knee drop bulldog
  - Gory special
  - Half Boston crab
  - Scoop slam piledriver
  - Sidewalk slam
- Bijnamen
  - "The Ass Kicker"
  - "The Monster of the Midway"

## Prestaties
- All American Wrestling
  - AAW Heavyweight Championship (1 keer)
- Deep South Wrestling
  - DSW Heavyweight Championship (3 keer)
- Independent Wrestling Association Mid-South
  - IWA Mid-South Tag Team Championship (2 keer: met Ryan Boz (1x) en Trik Davis (1x))
- Ohio Valley Wrestling
  - OVW Heavyweight Championship (2 keer)
- Total Nonstop Action Wrestling
  - TNA Gut Check (winnaar)